# Sander Vandecapelle
Sander Vandecapelle (4 juli 1987) is een Belgisch politicus voor de marxistische politieke partij PVDA. Vandecapelle is voorzitter van de afdeling Vlaams-Brabant, zetelt in de Nationale Raad van de PVDA en geldt als de luchtvaartspecialist van de partij. Eerder was hij voorzitter van Comac Leuven. Bij de gemeenteraadsverkiezingen van 2012 stond hij op de 2e plaats in Leuven. In 2014 was hij lijsttrekker voor de Kamer van volksvertegenwoordigers in de kieskring Vlaams-Brabant. Ook bij de Vlaamse verkiezingen 2019 was hij lijsttrekker, waarbij PVDA 4,61% haalde maar geen zetel won. Beroepshalve is hij maatschappelijk werker in de zorgsector. Hij woont in Vilvoorde en komt bij de gemeenteraadsverkiezingen van 2024 op als lijsttrekker voor PVDA.